# Distocyclus conirostris
Distocyclus conirostris är en fiskart som först beskrevs av Eigenmann och Allen 1942.  Distocyclus conirostris ingår i släktet Distocyclus och familjen Sternopygidae. IUCN kategoriserar arten globalt som livskraftig. Inga underarter finns listade i Catalogue of Life.